# 雙子座R
雙子座R，又名BD+22 1577，HD 53791、SAO 79070、HR 2671，是雙子座的一颗恒星，视星等为7.68，位于銀經194.08，銀緯13.47，其B1900.0坐标为赤經7h 1m 20.1s，赤緯+22° 13.47′ 28″。